# Dru-yoga
Dru-yoga, ook wel "yoga van het hart", is een bewegelijke vorm van yoga die werkt met series, die Energy Block Release (EBR) worden genoemd. Het woord Dru in de naam verwijst naar Dhruva, een prins uit de hindoeïstische mythologie die door de god Vishnoe werd vereerd met het eeuwige verblijf op de poolster (Dhruva Nakshatra in het Sanskriet). Het verhaal van Dhruva's leven wordt vaak aan kinderen verteld als een voorbeeld van doorzettingsvermogen, devotie, standvastigheid en vrijheid van angst en het was de inspiratie voor deze yogastijl. 
Dru Yoga bestaat uit verschillende onderdelen: klassieke yoga asana’s (houdingen), pranayama (de wetenschap van de ademhaling), mudra’s (handgebaren), positieve affirmaties, bekrachtigende visualisaties en ontspanning.
Volgens de organisatie "Dru Worldwide" wordt zij beoefend door duizenden mensen in 31 landen. De aanwezigheid van enkele tientallen dru-yogadocenten in Nederland kan een indicatie zijn van haar populariteit.

## Etymologie
Het woord Dru komt van het Sanskriet woord ‘dru’ of ‘dra’, dat “vloeien of oplossen” betekent.
In deze vorm van yoga komt de betekenis van Dhruva terug als stilte en onveranderlijkheid, als de poolster die op een vast punt aan de hemel staat en waaromheen alle andere sterren lijken te bewegen. Dit symboliseert het vinden van een stille plek van binnen, waarbij iemand stormen om zich zou waarnemen zonder uit balans te raken. Dru-yoga zou helpen de wereld liefdevoller te zien en milder en met vertrouwen in het leven te staan. Verder zou men er energiek, uitgerust en vrolijk van worden.

## Geschiedenis
Over de herkomst van dru-yoga spreken de bronnen elkaar tegen. Vaak wordt vermeld dat het in de laatste decennia van de 20e eeuw overgebracht is van India naar het westen door Mansukh Patel van de organisatie Life Foundation. Deze zou het in zijn jeugd in India geleerd hebben, waar het een eeuwenoude traditie zou zijn.

Andere bronnen melden dat Patel deze yogavariant zelf zou hebben bedacht, daarbij waarschijnlijk teruggrijpend op oudere tradities. In de VS en Australië hebben de Life Foundation of daaraan verbonden organisaties dru-yoga als merk geregistreerd.
De Life Foundation, die inmiddels als Dru World Wide door het leven gaat, is een in Wales gevestigde spirituele organisatie met charitatieve nevendoelstellingen. Mansukh Patel, haar goeroe, is (mede)-initiatiefnemer van de "vredeswandelingen" en de Eeuwige vredesvlam.

## Methode
Deze yoga werkt onder andere met chakra's en met name het hartchakra. Dit gebeurt op basis van golvende en vloeiende zwaaibewegingen die meestal worden ondersteund door muziek. Hiermee zou prana weer op gang gebracht worden. Bij dru-yoga speelt pranayama (ademhaling) een grote rol. Verder kenmerkt het zich door buigingen van de gewrichten, het werken aan kernstabiliteit en golvende en draaiende bewegingen van de ruggengraat en meditatieve oefeningen.
Dru-yoga gaat uit van zachte, vloeiende bewegingen en een gecontroleerde ademhaling, waardoor het niet alleen een sierlijke, maar ook een krachtige manier is om stress te verminderen. Dru-yoga is stevig verankerd in de eeuwenoude yogatraditie. Het is goed voor lichaam en geest, bevordert de innerlijke stabiliteit en draagt bij aan een positieve en mondige levenshouding.
In dru-yoga is er sprake van vijf stadia:
1. Activatie
2. Energy block release
3. Dru-yoga asana's en sequenties
4. Ontspanning
5. Meditatie

## Dru-yoga op het werk
Ned Hartfiel, medewerker van Dru International en tevens onderzoeker aan de universiteit van Bangor in Wales, was geïnteresseerd in de effecten van dru-yoga op stress door het werk. Als deel van zijn promotie deed hij een 8 weken durend, gecontroleerd onderzoek met werknemers van Conwy County Council. Dit onderzoek is gepubliceerd in de Oxford University Press’ Journal of Occupational Medicine. Uit het onderzoek bleek dat het dru-yogaprogramma gevoelde stress, rugklachten en vijandigheid significant verminderde. De deelnemers voelden zich zelfverzekerder, meer alert en helder na de dru-yogalessen.

## Kritiek
De Schotse Sunday Mail meldde in 2001 dat van binnengehaalde fondsen slechts een fractie naar goede doelen zou gaan. Vijf jaar later kwamen ex-leden van de organisatie naar buiten met beschuldigingen van uitbuiting en misbruik binnen de organisatie. Ook andere inspanningen van de Life Foundation werden gekritiseerd, zoals de Eeuwige vredesvlam en dru-yoga. Er bestaat een door ex-leden van de Life Foundation onderhouden forum op internet.